# Trichomanes trollii
Trichomanes trollii är en hinnbräkenväxtart som beskrevs av Bergdolt. Trichomanes trollii ingår i släktet Trichomanes och familjen Hymenophyllaceae. Inga underarter finns listade.